# Vuelta Ciclista del Uruguay 1976
La 33.ª edición de la Vuelta Ciclista del Uruguay se disputó entre el 9 y el 19 de abril de 1976.

## Etapas
| Etapa | Fecha       | Recorrido                           | km    | Ganador (equipo)                               |
| 1.ª   | 9 de abril  | Montevideo-San José                 | 164,5 | Antonio Matesevach (San Juan de Argentina)     |
| 2.ª   | 10 de abril | San José-Carmelo                    | 179,8 | Waldemar Pedrazzi (Amanecer)                   |
| 3.ª A | 11 de abril | Carmelo-Playa de la Agraciada (CRI) | ?     | Humberto Grasso (Atenas de Mercedes)           |
| 3.ª B | 11 de abril | Playa de la Agraciada-Fray Bentos   | ?     | Julio Castrillo (El Límite)                    |
| 4.ª   | 12 de abril | Fray Bentos-Paysandú                | 163,1 | Julio Castrillo (El Límite)                    |
| 5.ª   | 13 de abril | Paysandú-Tacuarembó                 | 164,5 | Washington Silva (Fed. de Rocha)               |
| 6.ª   | 14 de abril | Tacuarembó-Durazno                  | 169   | Antonio Matesevach (San Juan de Argentina)     |
| 7.ª A | 15 de abril | Durazno-Florida                     | 111   | Carlos Alcántara (Policial)                    |
| 7.ª B | 15 de abril | Contrarreloj en Florida (CRI)       | ?     | Carlos Alcántara (Policial)                    |
| 8.ª   | 16 de abril | Florida-Minas                       | 178   | Hans Krell (Artigas de Durazno)                |
| 9.ª   | 17 de abril | Minas-Rocha                         | 164   | Carlos Alcántara (Policial)                    |
| 10.ª  | 18 de abril | Rocha-Maldonado                     | 161   | Ricardo Carro (Martín Sequeira de Juan Lacaze) |
| 11.ª  | 19 de abril | Maldonado-Montevideo                | 160,7 | Raúl Castromán (Peñarol de Durazno)            |

### Clasificación individual
| Pos. | Ciclista           | Equipo                  | Tiempo           |
| ---- | ------------------ | ----------------------- | ---------------- |
| 1.º  | Raúl Labatte       | Club Atlético Policial  | 44 h 37 min 30 s |
| 2.º  | Walter Tardáguila  | El Límite               | a 4 min 39 s     |
| 3.º  | Diber Ferrari      | Alas Rojas              | a 6 min 48 s     |
| 4.º  | Emilio Asconeguy   | Santa Bárbara de Flores | a 10 min 08 s    |
| 5.º  | Humberto Grasso    | Atenas de Mercedes      | a 11 min 03 s    |
| 6.º  | Waldemar Pedrazzi  | Amanecer                | a 12 min 49 s    |
| 7.º  | Carlos Alcántara   | Club Atlético Policial  | a 13 min 00 s    |
| 8.º  | Wilfredo Sappia    | Peñarol de Durazno      | a 15 min 20 s    |
| 9.º  | Héctor González    | San Antonio de Florida  | a 16 min 11 s    |
| 10.º | Osvaldo Beneventti | Toledo                  | a 16 min 28 s    |

### Clasificación por equipos
| Pos. | Equipo                 | Tiempo            |
| ---- | ---------------------- | ----------------- |
| 1.º  | Club Atlético Policial | 134 h 36 min 11 s |
| 2.º  | El Límite              | a 23 min 24 s     |
| 3.º  | Federación de Paysandú | a 25 min 20 s     |